# Bergabo
Tjörns Havspensionat, tidigare Bergabo Hotell, är ett hotell och pensionat beläget på Tjörns sydspets i kustsamhället Rönnäng. Det uppfördes 1898 som sommarbostad åt dåvarande häradshövdingen Ossian Rygård, och har under årens lopp byggts ut och renoverats till det hotell, pensionat och vandrarhem det är idag. Det är även en omtyckt konferensanläggning och plats för kalas, bröllop med mera.